# Eartha
Eartha, (nacida como Eartha Moore en Los Ángeles, California) es una cantante, multi-instrumentista, actriz y compositora estadounidense. Aunque su estilo musical se encuentra entre diversos géneros, ella cita como sus principales influencias musicales a su madre biológica Zinna Moore, a Stevie Wonder y a Donny Hathaway.
Grabó su primera producción discográfica en el año 2000, titulada This I Know. En 2002 grabó Sidebars, producción que le valió un premio Grammy y una nominación. El 21 de septiembre de 2010 publicó su tercer álbum de estudio, titulado Ink Dry Blue.

## Discografía
- 2000: This I Know
- 2001: Love Jones (sencillo)
- 2002: Sidebars
- 2009: Oh Holy Night (sencillo)
- 2010: Ink Dry Blue

## Videografía
- 2002: I'm Still Standing